# Naraperiode
De Naraperiode (奈良時代, Nara jidai) is een tijdperk uit de geschiedenis van Japan, dat duurde van 710 tot 794.
Het merendeel van de Japanse gemeenschap draaide in deze periode om landbouw. De meeste mensen woonden in kleine dorpen, waar doorgaans het shintoïsme de religie was.

## Naamgeving
De periode is vernoemd naar de stad Nara. De naam van deze stad komt op zijn beurt mogelijk weer van het Japanse werkwoord narasu, wat 'platmaken' betekent. De naam kan echter ook verband houden met het Koreaanse woord Nara, wat 'land' of 'koninkrijk' betekent.
Deze periode is naar Nara vernoemd omdat deze stad, destijds nog Heijo-kyo geheten, gedurende een groot deel van de periode de hoofdstad van Japan was. De uitzonderingen waren een periode van vijf jaar tussen 740 en 745, en de laatste tien jaar. De stad werd in 710 door keizerin Genmei tot hoofdstad benoemd. In 784 verplaatste keizer Kammu de hoofdstad naar Nagaoka-kyo, en 10 jaar later naar Heian-kyo, of Kioto.
De hoofdstad Heijo-kyo was gemodelleerd naar Chang'an, de hoofdstad van China tijdens de Tang-dynastie. In veel opzichten nam de Japanse bovenklasse gebruiken uit China over, waaronder het schrift en de religie.

## Achtergrond

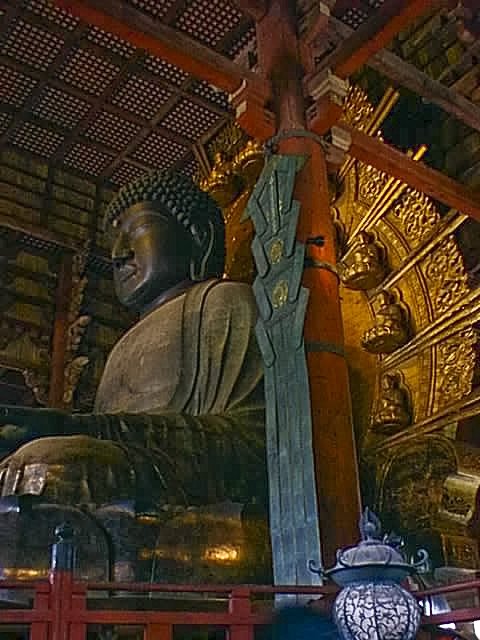
De Grote Boeddha in Nara (Todai-ji)

Voor de invoering van de Taihocode, werd de hoofdstad van Japan na de dood van een keizer steevast verplaatst omdat men geloofde dat de plek waarin een keizer was overleden vervuild was. Tijdens de Naraperiode zorgden herindelingen en veranderingen binnen overheid ervoor dat besloten werd een permanente hoofdstad in te richten.
Activiteiten op het gebied van economie en bestuur namen tijdens de Naraperiode sterk toe. Er werden munten geslagen, maar deze werden nog niet op grote schaal gebruikt. De shoen, een van de belangrijkste economische instellingen van het oude Japan, werd in de Naraperiode opgericht. Aan het keizerlijk hof werd nog wel veel gevochten door onder andere leden van de keizerlijke familie, die allemaal invloed wilden uitoefenen op de overheid. Ook andere belangrijke families zoals de Fujiwara mengden zich in dit conflict.
Een andere belangrijke gebeurtenis was dat het boeddhisme, dat in de voorgaande periode zijn intrede deed in Japan, permanent werd gevestigd binnen de Japanse cultuur. Keizer Shomu bekeerde zich tot het boeddhisme, en zorgde voor de verdere verspreiding ervan. Tijdens zijn regeerperiode werd onder andere de Todai-ji gebouwd.
De overheid focuste zich sterk op het importeren van elementen uit de Chinese cultuur. Elke 20 jaar werden afgevaardigden naar het hof van de Tang-dynastie gestuurd. Veel Japanse studenten studeerden in China.

## Gebeurtenissen
- 710 - De hoofdstad van Japan wordt verplaatst naar Nara, gemodelleerd naar China’s Xi'an.
- 712 - De verhalenbundel Kojiki wordt opgesteld.
- 720 - De verhalenbundel Nihon Shoki wordt opgesteld.
- 743 - Keizer Shomu laat de Daibutsu (Grote Boedda) bouwen, die later in Nara komt te staan.
- 752 - De bouw van de Grote Boedda wordt voltooid.
- 759 - De bloemlezing Manyoshu wordt geschreven.
- 784 - De keizer verplaatst de hoofdstad naar Nagaoka-kyo.
- 788 - De boeddhistische monnik Saicho richt het klooster van Hiei op nabij Kioto.
- 794 - De keizer verplaatst de hoofdstad naar Heian-kyo. Hiermee eindigt officieel de Naraperiode en begint de Heianperiode.

## Keizerlijke regeerperiodes
- Reiki 715-717
- Yōrō 717-724
- Jinki 724-729
- Tenpyō 729-749
- Tenpyō-kanpō 749-749
- Tenpyō-shōhō 749-757
- Tenpyō-hōji 757-765
- Tenpyō-jingo [ja] 765-767
- Jingo-keiun 767-770
- Hōki 770-781